# Natursyn
Natursyn er den del af en verdensanskuelse, der angår jorden og naturen. Et natursyn kunne eksempelvis være, at naturen er til for menneskets skyld, idet mennesket opfattes som en enestående værdifuld skabning. 
 I Fysik, Biologi, Økologi og Humanøkologi begribes naturen som fysiske, biologiske og/eller sociale fænomener. Filosoffer og digtere har gennem tiderne, f eks i Romantikken formuleret et bredere natursyn, som også findes i forestillinger om en Moder Jord, Gaia eller Animisme. Det bredere natursyn kunne alternativt beskrives ved en religiøst funderet Kosmologi over for forskellige former for Panteisme. Spændingsfeltet mellem en faktuel og rationel tilgang til naturen på den ene side og en beåndet natur på den anden suppleres af et andet spændingsfelt, som i det ene ekstrem opfatter mennesket som én blandt mange andre arter i naturen, og i det andet ekstrem gør gældende, at mennesket er unikt og skiller sig ud fra alt andet værende – hvad enten det nu begrundes i menneskets intellekt, i dets kreative formåen, i dets evne til at bygge samfund eller i andre fortrin. Et eksempel herpå er Skabelsesberetningen i Bibelen, hvorefter mennesket skal underlægge sig jorden og 'herske over havets fisk, himlens fugle, kvæget, alle de vilde dyr og alle krybdyr, der kryber på jorden'.  Som det fremgår, vil et bestemt natursyn ofte medføre en tilsvarende adfærd, altså have etiske konsekvenser. For eksempel anses koen af hinduer som et helligt dyr, hvorfor det i nogle af Indiens delstater er forbudt at slagte dem. Etiske overvejelser over miljøproblemer gav anledning til Dybdeøkologi.
Den tekniske og økonomiske udvikling i seneste årtier har medført en øget opmærksomhed om forholdet mellem menneske og natur, for i løbet af det 20. århundrede, især århundredets sidste del, har opfattelsen af naturen som råstof eller ressource for menneskets selvudfoldelse afstedkommet økologiske ødelæggelser. '.. magtforholdet menneske-natur er ændret på ét bestemt, men helt afgørende punkt. Over umindelige tidsstræk var mennesket den lillebitte. Med ét vågner det op og ser sig i stand til at røre ved fundamenterne og bringe dem af lave. Selveste atmosfæren er forstyrret Fordi vi slap kulstof i ufattelige mængder, bundet i jorden som olie, kul og gas, fri. Nærmest "over night" fyrede vi millioner af års fossile lagre af – med troskyldige, uskyldsblå øjne: Hvorfor ikke? Hvad skulle der kunne ske ved det? Livssfæren om kloden blev bragt ud af sin vante balance. Dynen, som holder på Jordens varme, blev for tyk. Og den kan vi jo ikke sparke af os som den derhjemme i sengen. Og udviklingen fortsætter.' 'Mens grundvand og kildevand tidligere har været betragtet som 'naturens ejendom' og derfor været frit tilgængeligt for alle – på betingelse af, at man ikke forurenede vandet eller ødelagde tilgangen for andre (det almene forvaltningsansvar for naturen) – så ser det ud til, at store multinationale selskaber i dag, med hjælp fra blandt andet Verdensbanken og Den Internationale Valutafond, er i færd med at erhverve sig kontrollen over alt potentielt drikkevand på en stor del af kloden'.

## Natursyn iRomantikken
H.C. Ørsted udviklede i skriftet "Aanden i Naturen" (udgivet 1849-50) bl a den betragtning, at 'den hele Natur er Værket af den samme Aand, som vi skylde vor egen Tilværelse. Naar vi ret levendegjøre os den Tanke, at det er den samme Fornuft, de samme skabende Kræfter, der yttre sig i den udvortes Natur, som i vor egen Tænken og Følen, maa dette vort Forhold til Naturen jo fremtræde for os som en Deel af Tilværelsens store Harmoni, og ikke som en Følge af det Legemliges Overmagt over det Aandelige.' Se også: Universalromantikken.

## Natursyn iKristendommen
Den apostolske trosbekendelse bekender troen på 'Gud Fader, den almægtige, himmelens og jordens skaber.' Den danske Salmebog er ikke et bekendelsesskrift, men dens salmer kan alligevel formidle kristne natursyn, f.eks. nr. 15 Op, al den ting, som Gud har gjort, nr. 722 Nu blomstertiden kommer og nr. 17 Almægtige og kære Gud, også kendt som Solsangen. Et gennemgående tema er lovprisning af Gud for hans skaberværk. Menneskets rolle er beskrevet i Skabelsesberetningen i Bibelen. En mystiker som Hildegard af Bingen anlægger et kosmologisk syn, hvorefter 'Gud i mysteriet slutter kontakten mellem menneskets fysiske og konkrete verden og sin egen guddommelige eksistens'. 
Europæiske Økumeniske Forsamlinger (European Ecumenical Assemblies, EEA) formulerede sig på sit tredje møde i 2007 om skaberværkets opretholdelse:
'Bekymret over Guds skaberværk, beder vi for en større følsomhed og respekt for dets vidunderlige mangfoldighed. Vi modarbejder den skamløse udnyttelse af skaberværket, en udnyttelse hvorfra "hele skabelsen venter sin forløsning" (Rom 8:22), og forpligter os til at arbejde for forsoning mellem menneskeheden og naturen.
Anbefaling Ti: Vi anbefaler, at perioden fra den 1. september til 4. oktober dedikeres til bøn for beskyttelse af skaberværket og fremme af en bæredygtig livsstil, som vil omlægge (eng: reverse) vores bidrag til klimaforandringer.'